# مقاطعة ستورستروم
مقاطعة ستورستروم هي إحدى مقاطعات الدانمارك السابقة.